# Anne Hilarion de Tourville

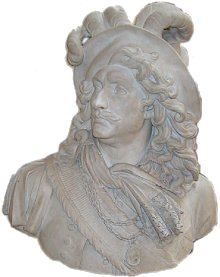
Anne Hilarion de Contentin, hrabia de Tourville

Anne Hilarion de Contentin (albo de Costentin), hrabia de Tourville (ur. 24 listopada 1642 w zamku rodziny Tourville w pobliżu Coutances, zm. 23 maja 1701 w Paryżu) – francuski admirał i marszałek.
Anne Hilarion de Contentin de Tourville był najwybitniejszym obok Abrahama Duquesne francuskim admirałem w okresie panowania Ludwika XIV. Pierwsze morskie doświadczenia zdobywał w Zakonie Kawalerów Maltańskich, gdzie wyróżnił się odwagą w walkach z berberyjskimi piratami i Turkami. Jego kariera w marynarce francuskiej nabrała blasku w trakcie wojny Francji z koalicją, podczas której uczestniczył w ekspedycji Francuzów na Sycylię, gdzie dał się poznaċ nie tylko jako oficer pełen brawury, ale także znakomity taktyk. W roku 1675 został komandorem, w roku 1682 kontradmirałem, a w roku 1689 wiceadmirałem, czyli de facto naczelnym dowódcą floty. W roku 1690 pobił flotę angielsko-holenderską w bitwie pod Beachy Head, zapewniając Francuzom panowanie w kanale La Manche. Jednak po bitwie pod Barfleur i La Hougue, w której z niezwykłą odwagą i taktyczną zręcznością zaatakował liczącą 92 liniowce flotę nieprzyjaciela, mimo że sam posiadał ich tylko 44, lecz ostatecznie uległ liczebnej przewadze i poniósł klęskę, szala wojny morskiej zdecydowanie przechyliła się na rzecz sprzymierzonych. W roku 1693 zniszczył jeszcze bogaty angielski konwój lewantyński, ale wkrótce dowodzona przez niego francuska marynarka, której budżet był sukcesywnie redukowany, zdecydowanie oddała panowanie na morzu przeciwnikowi. Sam Tourville, w roku 1693 mianowany przez króla marszałkiem, stał się jednak legendą francuskiej marynarki, i w chwili śmierci był powszechnie uważany za bohatera. 

## Od Kawalera Zakonu do admirała
Tourville był potomkiem normandzkiej szlachty - jego ojciec, Cesar de Contentin, służył na dworach królewskim i księcia Kondeusza. Rodzina Tourville’a zaangażowała się po stronie Frondy, co miało ten tragiczny skutek, że jego ojciec zginął kiedy miał on 5 lat. Jak wielu oficerów XVII i XVIII-wiecznej francuskiej marynarki wojennej rozpoczął on swoją morską karierę stając się w wieku lat 14 kawalerem maltańskim, by w wieku lat 17 na pokładzie maltańskiej fregaty wziąć udział w swej pierwszej bitwie morskiej, a następnie walczyć przeciwko berberyjskim piratom. W roku 1665, w trakcie wojny kandyjskiej, wyróżnił się odwagą w potyczce samotnej fregaty z 24 tureckimi galerami, przyczyniając się do udanej obrony okrętu. Kiedy powrócił do Francji pod koniec roku 1666, by zaciągnąċ się do rozbudowywanej po latach upadku przez Ludwika XIV marynarki, został kapitanem, i w takim charakterze wziął udział w latach 1668-1669 we francuskiej interwencji w wojnie kandyjskiej.
Brał udział w wojnie Francji z koalicją, początkowo przeciwko Holandii, wyróżniając się w bitwie pod Solebay, następnie zaś uczestnicząc w dwuletnich (1675-1677) walkach francuskiej ekspedycji na Sycylię. Tam właśnie odznaczył się po raz kolejny, w lipcu 1675 r. niszcząc mały konwój z niemieckimi najemnikami, by następnie 20 tego miesiąca, będąc w okolicy Reggio przypartym do brzegu przez 10 hiszpańskich galer, tak umiejętnie podpalić swoją fregatę, że pożar objął pozostające w rękach nieprzyjaciela zabudowania portowe i część jego jednostek. Tourville po tym wyczynie powrócił do Mesyny na branderze którego użył. Wręcz brawurą wykazał się także w szturmie Augusty w sierpniu 1675 r. We wrześniu tego roku został mianowany komandorem. To także za jego radą marszałek Vivonne zdecydował o użyciu branderów w bitwie pod Palermo, który to plan, znakomicie zrealizowany przez admirała Abrahama Duquesne i samego Tourville’a, dowodzącego jednym z dywizjonów, dał flocie francuskiej druzgocące zwycięstwo.
W przeciwieństwie do wielu oficerów pośpiesznie rozbudowywanej marynarki Ludwika XIV, z których niektórzy byli wręcz byłymi żołnierzami armii lądowej (najsłynniejsze przykłady to Jean d’Estrées i Château-Renault), Tourville był prawdziwym człowiekiem morza, który wiedział wszystko zarówno o okrętach, jak i nawigacji. Jak pisał Saint-Simon: „posiadał [on] w stopniu doskonałym wszystkie dziedziny wiedzy morskiej od właściwych cieśli aż do potrzebnych znakomitemu admirałowi. Jego poczucie sprawiedliwości, dobroć, zimna krew, uprzejmość, dokładność rozkazów i sygnałów i wiele innych cech, jakich tylko można by sobie życzyć, zdolności organizacyjne, dokładność, umiejętność przewidywania [...] wszystko to sprawiało, iż chciano służyć pod nim i uczyć się odeń”. To z tych powodów był on popierany osobiście przez samego ministra marynarki, markiza de Seignelaya, i w roku 1682 został kontradmirałem (Lieutanant-ġénéral). Tourville brał udział w bombardowaniach Algieru w latach 1682, 1683 i 1688, jak również w bombardowaniu Trypolisu w roku 1686, oraz bombardowaniu Genui w roku 1684. Drażliwości na punkcie własnego honoru, jak i wybitnym umiejętnościom zarówno Tourville’a, jak i jego podkomendnych, daje świadectwo incydent, który miał miejsce w czerwcu 1688 r. koło Alicante. Kiedy hiszpański wiceadmirał Papachino, ufny w przewagę swych dwóch liniowców, zażądał od Tourville’a, prowadzącego tylko liniowiec i dwie fregaty, oddania honorów, wywiązała się prawdziwa bitwa, w której Tourville zmusił przeciwnika do poproszenia o przerwanie ognia, podczas gdy jego dowodzący fregatami podwładni Château-Renault i Victor d’Estrées rozprawili się z drugim liniowcem.

## Wojna Francji z Ligą Augsburską
Sławę i najwyższe godności miała Tourville'owi przynieść wojna Francji z Ligą Augsburską, jednak jej początek nie był dla niego zbyt obiecujący. Mimo że w roku 1689 operując z Morza Śródziemnego ostatecznie zdołał wymanewrować nieprzyjaciela i połączyć się z flotą atlantycką, to niechętny do walki w oddaleniu od nadmorskich baz, nie wykonał swojego głównego zadania, polegającego na przechwyceniu oranżystowskich konwojów zmierzających do Anglii i Irlandii. Nie przeszkodziło to Ludwikowi XIV w mianowaniu go w listopadzie tego roku wiceadmirałem Lewantu (Vice-amiral du Levant), czyli dowódcą sił morskich Francji w basenie Morza Śródziemnego. Ponieważ posiadacz drugiego równorzędnego najwyższego stopnia oficerskiego, wiceadmirał Atlantyku (Vice-amiral du Ponant) Jean d’Estrées był faktycznie odsunięty od komendy, w praktyce oznaczało to, że Tourville został naczelnym dowódcą francuskiej marynarki wojennej.
Trafność królewskiego wyboru Tourville potwierdził już w następnym roku, zadając 10 lipca dotkliwą klęskę połączonej flocie angielsko-holenderskiej w bitwie pod Beachy Head. W wyniku tej batalii flota francuska zdobyła panowanie nad kanałem La Manche, jedyny raz w historii dając Francuzom realną szansę inwazji na Wyspy Brytyjskie. Do inwazji tej jednak nie doszło, przede wszystkim z braku odpowiednio licznych w stosunku do takiego przedsięwzięcia sił lądowych, ponieważ te były zaangażowane na kontynencie. Co więcej, następnego dnia po zwycięstwie Tourville’a oranżyści odnieśli w Irlandii decydujące zwycięstwo w bitwie nad Boyne. Resztę roku Tourville, wbrew swoim chęciom zmuszony do tego przez de Seignelaya, poświęcił na bardzo niemrawe ataki na angielskie wybrzeża, by w sierpniu ostatecznie zdecydować o powrocie do baz, co miało ten skutek, że uwolnieni od presji francuskiej floty Anglicy 9 października zdobyli Cork, ostatecznie odcinając walczące jeszcze w Irlandii wojska jakobitów od Francji.

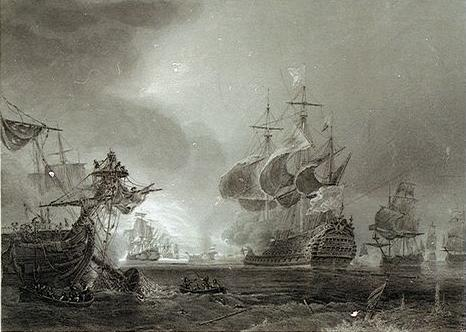
Bitwa morska pod Beachy Head

W roku 1691 Tourville otrzymał zadanie zawładnięcia bogatym angielskim konwojem smyrneńskim (wartość przewożonych przez niego towarów szacowano na około 30 mln ludwików), jednak z powodu silnej eskorty, liczącej blisko 100 okrętów, posiadając jedynie 72 liniowce zrezygnował z ataku, zadowalając się uszczknięciem kilkunastu statków płynących z Jamajki, a następnie zręcznie uchylając się przed starciem z przeważającym przeciwnikiem. Wyprawa ta wzbudziła we Francji mieszane odczucia - z jednej strony podziwiano kunszt nawigacyjny admirała, z drugiej jednak nie wykonał on swojego zadania. W tymże roku w Irlandii padł Limerick, ostatni punkt oporu jakobitów, co zmusiło Francuzów do zrewidowania swojej strategii.
Król wraz z ministerstwem marynarki podjęli decyzję o konieczności dokonania inwazji na Anglię, a ponieważ zdawano sobie sprawę z przewagi liczebnej nieprzyjacielskiej floty, zdecydowano, że marynarka francuska wejdzie do akcji najpóźniej w połowie kwietnia 1692 r., zanim przeciwnik zdąży zmobilizować wszystkie siły. Decyzje te zostały podjęte całkowicie za plecami Tourville’a, który był przeciwnikiem jakiejkolwiek ofensywy. Zdawał on sobie bowiem sprawę, że flota jest wyczerpana dotychczasowymi kampaniami. Brakowało mu tysięcy marynarzy, a z racji brakujących funduszy, także odpowiedniego wyposażenia i okrętów, z których część została przesunięta do rezerwy. W dodatku, eskadra Château-Renault nie mogła się połączyć z siłami głównymi, ponieważ nie otrzymała odpowiedniego ekwipunku, a płynący z Morza Śródziemnego Victor d’Estrées został zatrzymany przez burze. Tymczasem król, odpowiednio urabiany przez niechętnego Tourville'owi następcę de Seignelaya na stanowisku ministra marynarki, markiza de Pontchartrain, naciskał na wydanie bitwy przeciwnikowi. Tym, co ostatecznie sprawiło, że Tourville podjął taką decyzję, był obelżywy rozkaz ministra, w którym sugerował on mu tchórzostwo, z osobistą adnotacją króla nakazującą wykonanie go. W konsekwencji, 29 maja 1692 roku, wbrew opinii wszystkich wyższych oficerów Tourville stanął do walki z liczącą 92 liniowce flotą angielsko-holenderską, mimo że sam dysponował jedynie 44 okrętami tej klasy. W rozpoczętej w wyniku tej decyzji bitwie pod Barfleur, dzięki znakomitym manewrom Tourville’a i jego podkomendnych, jak również ich wspaniałemu wyszkoleniu artyleryjskiemu i odwadze, flota francuska nie dała się rozbić, nie tracąc żadnego okrętu i zadając uszkodzenia przeciwnikowi. Jednak po kilku dniach część francuskich okrętów, uszkodzonych po bitwie i zakotwiczonych u brzegów francuskich, została przechwycona i spalona przez Anglików pod Cherbourgiem i w zatoce La Hougue, tak, że ostatecznie Francuzi stracili 15 liniowców, w tym wspaniały okręt flagowy Tourville’a, Soleil Royal.

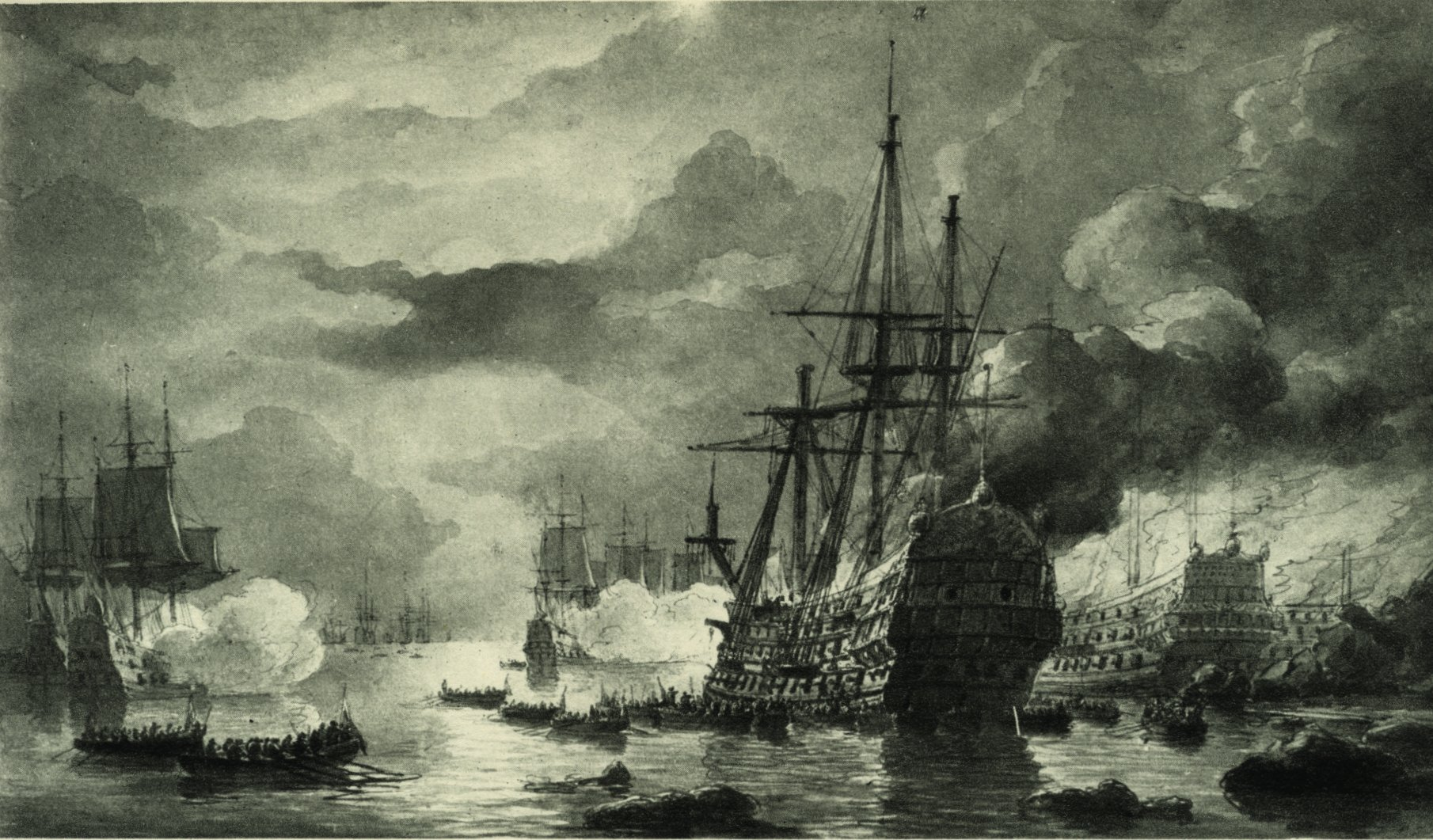
Bitwa morska pod La Houge

Pomimo bezprzykładnej klęski, nie zawinionej przez Tourville’a, dwór był pod wrażeniem jego postawy podczas bitwy. Król, przyjąwszy go w Wersalu, obsypał go komplementami: „Jestem bardzo zadowolony z Pana i całej marynarki. Zostaliśmy pobici, ale okrył Pan sławą siebie i naród. Kosztowało to kilka okrętów, ale szkody zostaną naprawione w ciągu roku i z pewnością pobijemy nieprzyjaciela”. Sława i chwała, jaką w bitwie pod Barfleur zdobył Tourville i cała marynarka, a także mianowanie admirała marszałkiem Francji w marcu 1693 roku nie mogły jednak zmienić faktu, że Francuzi utracili panowanie na Atlantyku - i mieli nie odzyskać go już nigdy.
Chociaż słabsza od sprzymierzonych, marynarka francuska była jednak nadal zdolna do zadawania dotkliwych ciosów. Po starannie zaplanowanej operacji 27 czerwca 1693 Tourville z 72 liniowcami przechwycił angielski konwój lewantyński, zatapiając 2 liniowce eskorty i paląc lub zajmując 92 statki z ładunkiem szacowanym na 6 milionów funtów. Bitwa pod Lagos była „największą klęską, jaką naród angielski poniósł w ciągu całego stulecia”. Doszło do zachwiania ekonomicznych podstaw państwa, a giełda w Londynie zawiesiła przejściowo wypłaty.
Paradoksalnym skutkiem tego sukcesu było jednak dalsze osłabienie francuskiej marynarki. Król i jego doradcy uznali bowiem, że dowodzi on, iż nie warto utrzymywać wielkiej i kosztownej floty liniowej, a należy się skoncentrować na działaniach krążowniczych przeciwko handlowi nieprzyjaciela. W związku z powyższym liczbę czynnych liniowców zmniejszono do 55. W roku 1694 Tourville z około 20 jednostkami działał na Morzu Śródziemnym przeciwko Hiszpanii, wspierając francuską ofensywę na lądzie, musiał jednak się wycofać, kiedy w celu wsparcia hiszpańskiego sojusznika przybyła licząca 50 okrętów flota angielska.

## Zakończenie
Pod koniec wojny, po blisko 40 latach spędzonych na morzu, Tourville faktycznie złożył komendę. Zajmował się jednak jeszcze przygotowaniem obrony śródziemnomorskich wybrzeży przed ewentualnym atakiem nieprzyjaciela.
Już za życia był legendą francuskiej marynarki. Umarł w Paryżu 23 maja 1701, powszechnie uważany za bohatera. Pozostawił po sobie jedną córkę ze związku jaki w 1690 roku zawarł z Louise-Françoise d'Hymbercourt, wdową i córką bogatego dzierżawcy podatków.
Jego imieniem nazwano szereg okrętów Marynarki Francuskiej. Jego nazwisko nosi także Lester Tourville, oparta na nim postać z cyklu science-fiction Honorverse.